# Jekaterina Michailowna Dolgorukowa

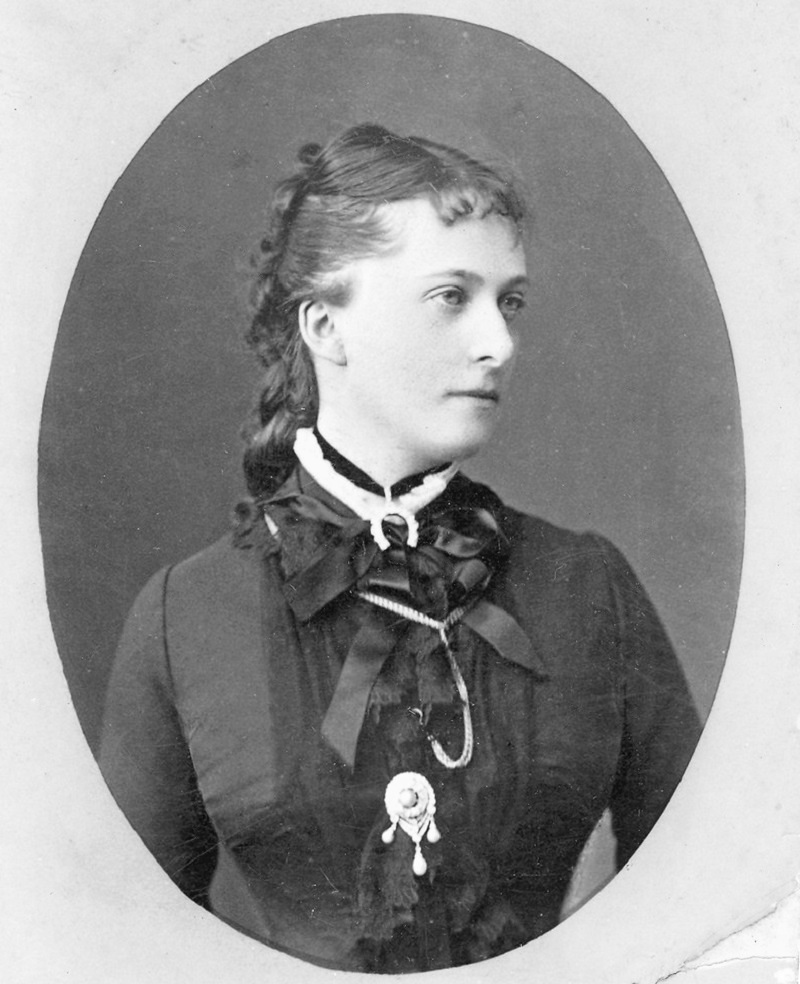
Katharina Dolgoruki fotografiert von Sergei Lwowitsch Lewizki und Rafail Sergejewitsch Lewizki 1880. (The Di Rocco Wieler Private Collection, Toronto, Canada)

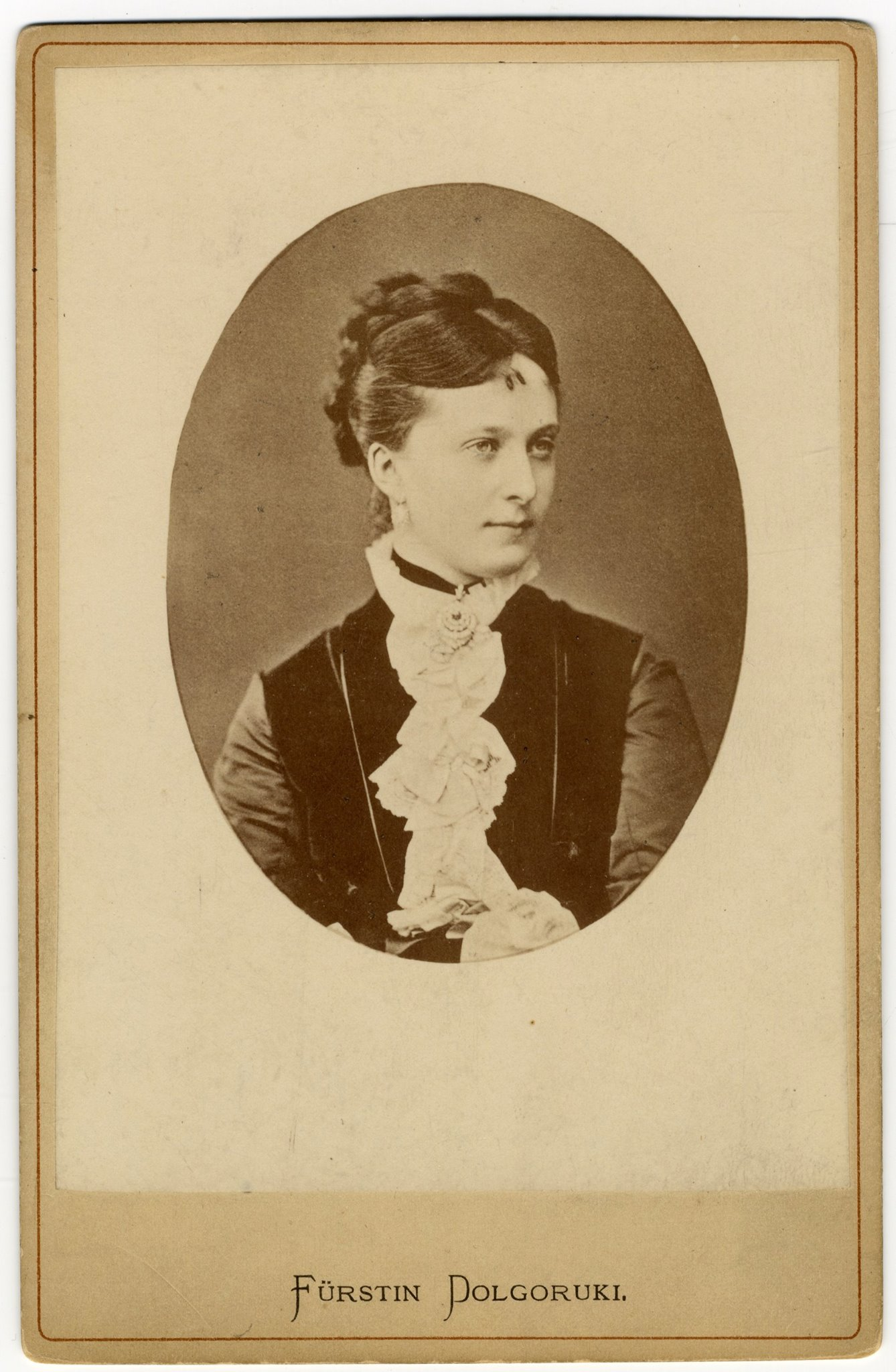
Katharina Dolgoruki

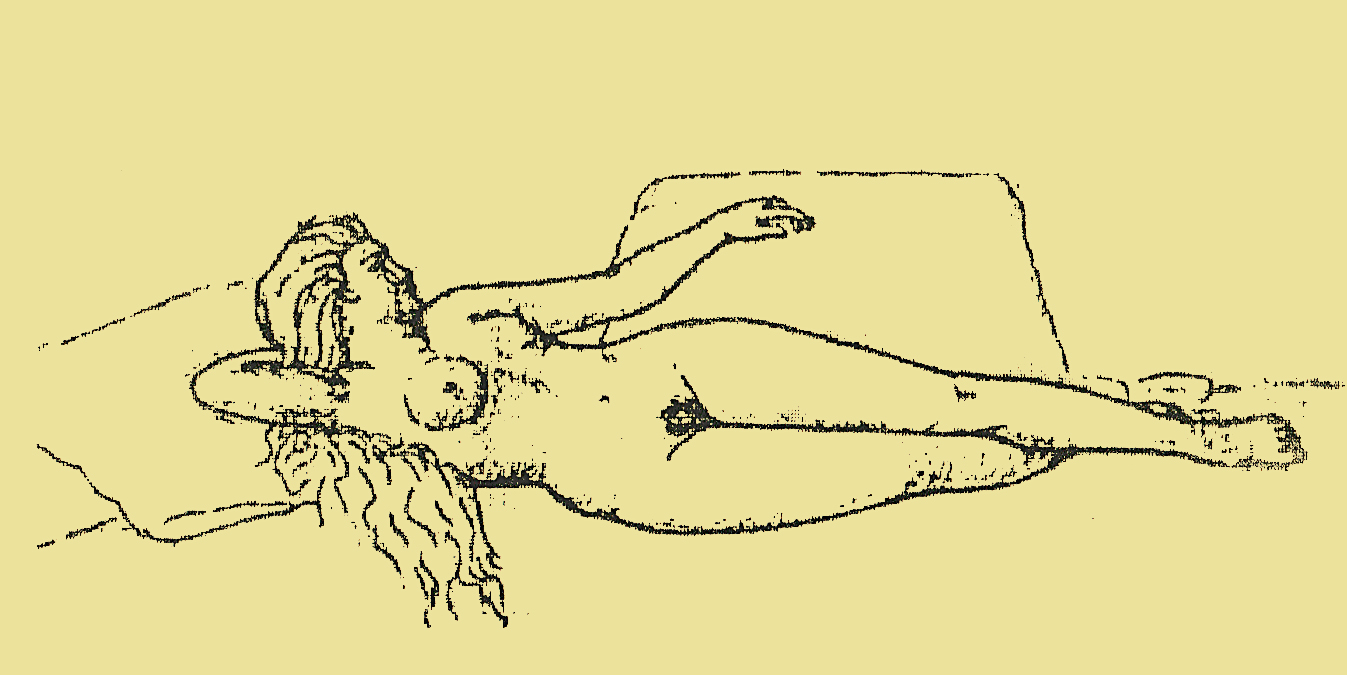
Katharina Dolgoruki, gezeichnet von Alexander II.

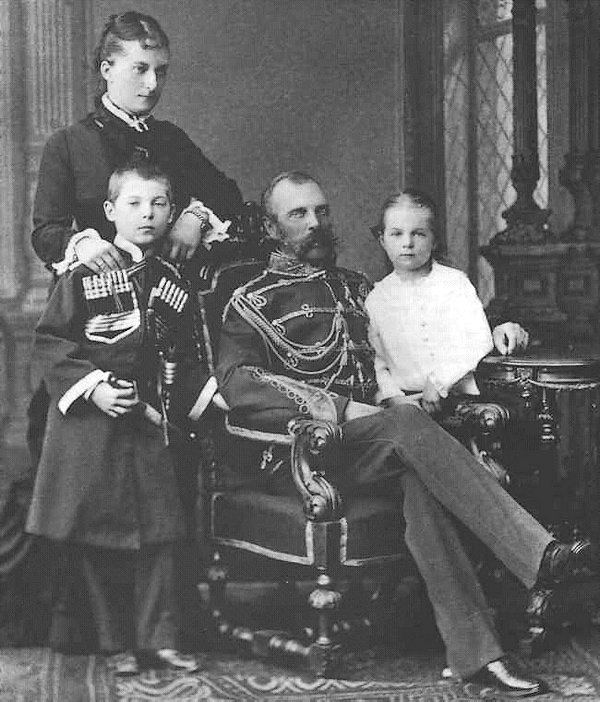
Katharina Dolgoruki mit Alexander II. und ihren gemeinsamen Kindern

Fürstin Jekaterina Michailowna Dolgorukowa, auch: Katharina Dolgorukaja (russisch Екатерина Михайловна Долгорукова; * 2. Novemberjul. / 14. November 1847greg. auf Schloss Teplowka, Wolhynien, Russisches Kaiserreich, heute Ukraine; † 15. Februar 1922 in Nizza, Frankreich) war die jugendliche Geliebte und später morganatische Ehefrau des Zaren Alexander II. von Russland.

## Leben
Katharina entstammte dem alten russischen Fürstengeschlecht Dolgoruki, das durch seinen Dienst für die Zaren zu Ruhm und Ehre gelangt war. Sie war die Tochter des Fürsten Michail Dolgoruki und der Wera Wischnewskaja. Während eines Manövers in Wolhynien im August 1857 hielt sich Zar Alexander II. (1818–1881) auf Schloss Teplowka auf, dem Familiensitz der Fürsten Dolgoruki, und lernte dort die damals fast zehnjährige Tochter Katharina kennen. Als ihr Vater aufgrund seiner Verschwendungssucht verarmte und bald darauf starb, nahm sich der Zar der Kinder, zwei Mädchen und vier Jungen, an.
Um den Familienbesitz vor den Gläubigern zu schützen, ließ ihn der Zar unter kaiserliche Vormundschaft stellen und ließ die Kinder auf seine Kosten erziehen. Katharina erhielt bis zu ihrem 17. Lebensjahr zusammen mit ihrer Schwester ihre Schulausbildung am Smolny-Institut in Sankt Petersburg, die Brüder kamen auf die Militärakademie. Danach lebte sie bei ihrem Bruder Michael in einer Villa in der Nähe des Zarenhofes. Dort eröffnete ihr der Zar, der seit 1841 mit Maria Alexandrowna (1824–1880) aus Hessen verheiratet war und mit dieser acht Kinder hatte, erstmals seine Liebe, ohne allerdings erhört zu werden. Dennoch begleitete die damals 16-Jährige Katharina ihn 1864 in die Sommerfrische nach Bad Kissingen. Am 12. Juni 1866 wurde der Zar im Belvedere Pavillon in der Nähe des Peterhofs von ihr erhört und im Herbst 1866 kam es zu ersten geheimen Treffen im Winterpalais. Im Folgejahr wurde ihre Affäre öffentlich bekannt.
Im Juni 1867 weilte der Zar zur Weltausstellung in Paris und logierte im Élysée-Palast. Nach einem gescheiterten Attentat auf ihn ließ der Zar seine Geliebte nach Paris kommen. Auch nach der Rückkehr nach St. Petersburg wohnte Katharina in der Nähe des Zaren. Um ihr den Zugang zum Hof zu ermöglichen, ernannte er sie zur Ehrendame der Zarin, die das Liebesverhältnis ihres Gemahls als einfaches Liebesabenteuer abtat.
Im Mai 1872 gebar Katharina ihren ersten Sohn Georgi, im Sommer begleitete Katharina den Zaren zur Sommerfrische nach Bad Ems. Von nun an lebte sie ständig in des Zaren Nähe. Im November 1873 wurde Tochter Olga geboren. Katharinas ältere Schwester heiratete Alexanders Flügeladjutanten General Albedinski, so konnte Katharina ab sofort offiziell bei ihrer Schwester wohnen. Im Jahr 1876 erwartete sie bereits ihr drittes Kind vom Zaren, ihren Sohn Boris. Im Jahr 1878 wurde schließlich beider Tochter Jekaterina geboren. In einem Ukas erhob der Zar seine Kinder zu Fürsten und Fürstinnen und gestattete ihnen das Patronym Alexandrowitsch bzw. Alexandrowna.
Am 3. Juni 1880 starb die Zarin Maria Alexandrowna. Schon am 18. Juli ließ sich Alexander II. in einer bescheidenen Zeremonie mit Katharina trauen, gab ihr den Namen einer Fürstin Jurjewskaja, legitimierte die Kinder als seine eigenen und sicherte damit ihre und der gemeinsamen vier Kinder Zukunft. Er war sogar bereit abzudanken, um mit seiner Familie ein „ziviles Leben“ an der französischen Riviera zu führen. Am 13. März 1881 fiel der Zar einem Bombenanschlag zum Opfer. Nur wenige Tage nach seiner Beisetzung verließ Katharina Russland für immer, zog nach Frankreich und siedelte sich im Jahr 1888 in Nizza an, wo sie mit ihrem Mann, nach dessen Abdankung, hatte leben wollen. Dort starb sie im Alter von 74 Jahren weitgehend vergessen und unbeachtet. Einige Zeitungen bedachten ihren Tod mit nur drei Nachrufzeilen.
Ihr Nachlass wurde auf einer Auktion am 6. Juni 1941 im Hôtel Drouot in Paris und im Sommer 1941 im Hotel Savoy in Nizza versteigert. Im März 2007 gelangten sieben erhaltene Liebesbriefe des Paares zur Versteigerung durch ein Kölner Auktionshaus, die bei einem Schätzwert von 13.000 bis 19.000 Euro allerdings keinen Käufer fanden. Fachleute zeigten sich überrascht von der freizügigen Sprache und Ausführlichkeit, mit der intime erotische Themen in den Briefen behandelt werden, führten dies aber auch auf den Einfluss zeitgenössischer Literatur zurück. Vom Maler Timofei Andrejewitsch von Neff (1805–1876) stammt das Ölgemälde „Badende Nackte“, das die Fürstin Katharina darstellen soll.

## Nachkommen
- Alexander (*/† 1868), Fürst Jurjewski
- Georgi Alexandrowitsch Jurjewski (12. Mai 1872–13. September 1913), heiratete Gräfin Alexandra von Zarnekau (1883–1957)
- Olga Alexandrowna Jurjewskaja (9. November 1873–10. August 1925), heiratete Graf Georg Nikolaus von Merenberg (1871–1948)
- Boris Alexandrowitsch Jurjewski (*/† 1876), Fürst Jurjewski
- Jekaterina Alexandrowna Jurjewskaja (20. September 1878–22. Dezember 1959), heiratete in erster Ehe Alexander Wladimirowitsch Fürst Barjatinski (1870–1910), und in zweiter Ehe Sergei Platonowitsch Fürst Obolenski (1890–1978)

## Literarische und filmische Adaption
Die Liebesgeschichte zwischen Alexander II. und Jekaterina wurde von der rumänisch-französischen Schriftstellerin Marthe Bibesco in ihrem Roman Katja frei nacherzählt. Der Roman wurde in Frankreich zweimal verfilmt: 1938 drehte Maurice Tourneur Katia mit Danielle Darrieux als Jekaterina und John Loder als Zar Alexander und 1959 drehte Robert Siodmak Katja, die ungekrönte Kaiserin mit Romy Schneider und Curd Jürgens in den Hauptrollen.